# Медрано, Ингрид
Ингрид Ксиомара Медрано Куэльяр (исп. Íngrid Xiomara Medrano Cuéllar, род.6 июля 1979) — сальвадорская спортсменка, выступающая в вольной борьбе, дзюдо и ММА.

## Биография
Родилась в 1979 году в Сан-Сальвадоре. В 1998 году завоевала серебряную медаль на соревнованиях по дзюдо в рамках Игр Центральной Америки и Карибского бассейна.
После этого сосредоточилась на вольной борьбе. В 2000 и 2001 годах завоёвывала бронзовые медали панамериканского чемпионата. В 2002 году стала серебряным призёром Игр Центральной Америки и Карибского бассейна. В 2007 году завоевала серебряную медаль Панамериканских игр и бронзовую медаль панамериканского чемпионата. В 2008 году стала серебряным призёром панамериканского чемпионата, но на Олимпийских играх в Пекине стала лишь 9-й. В 2009 году завоевала бронзовую медаль панамериканского чемпионата.
В 2014 году попробовала свои силы в ММА и выиграла один бой.